# Baeochelys
Baeochelys es un género de coleópteros polífagos. Es originario de  África.

## Géneros
Contiene las siguientes especies:
- Baeochelys humicola Strohecker, 1974
- Baeochelys plagiatus Strohecker, 1980
- Baeochelys umbrosus Strohecker, 1974